# Statist

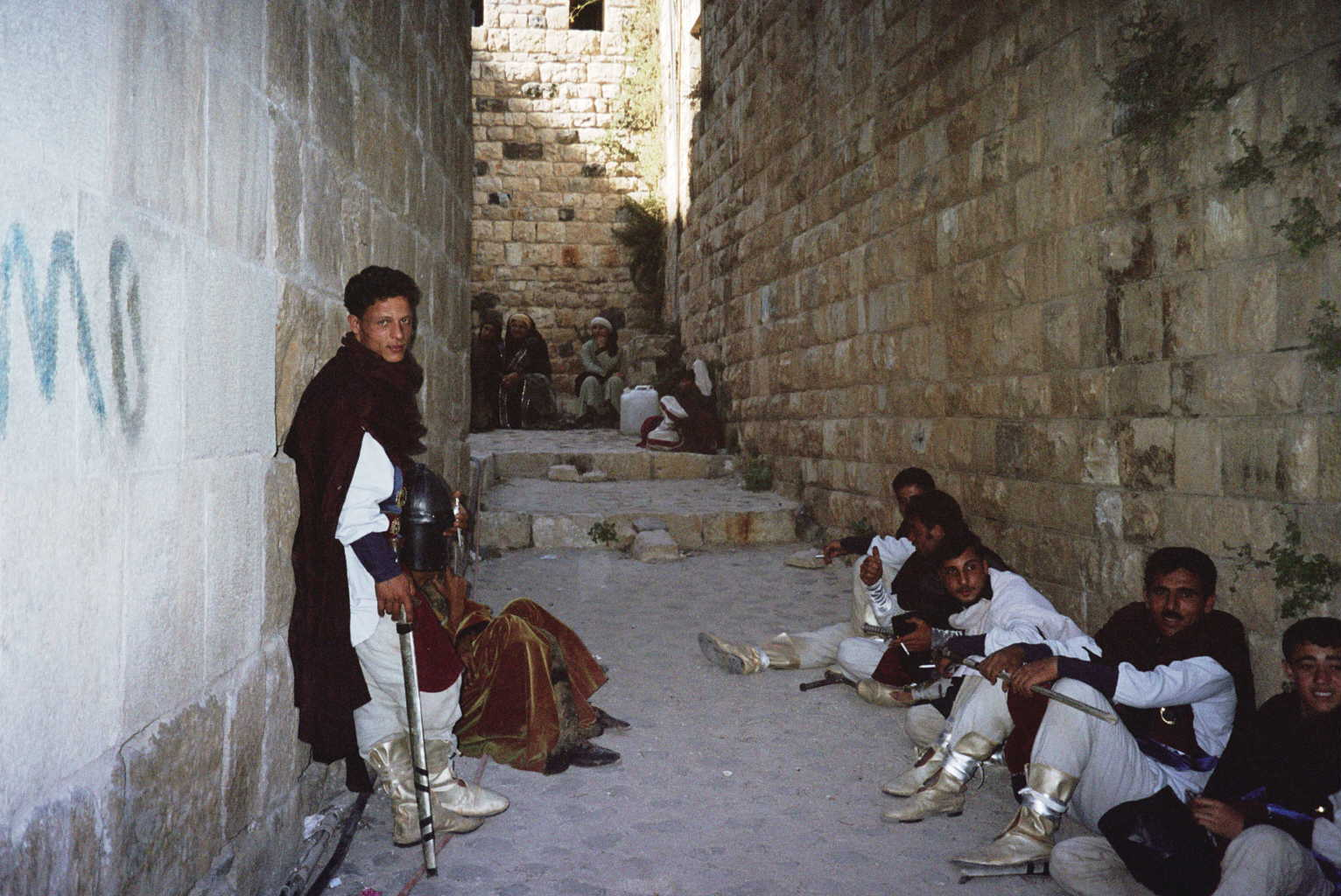
Statister.

En statist är en person som medverkar i en liten och ofta stum roll i film, TV eller på teater. En statists främsta uppgift är att ge liv åt bakgrunden på scenen, i en TV-serie eller i en film.

## Historia
Statister inom film och teater har förekommit sedan antikens grekiska och romerska teater. Särskilt under stumfilmseran användes statister för att skapa trovärdiga folkmassor och dynamiska bakgrundsmiljöer. I bland annat Hollywood har statist varit en väg in i filmbranschen för blivande skådespelare.
Filmen "Gandhi" är den film som har gjorts med flest statister. De allra flesta var med i begravningsscenen.[källa behövs]

## Funktion
En statist har en stödroll som ska ge liv och trovärdighet till scener, ofta i bakgrunden och utan repliker. Statistens syfte är däremot inte att föra handlingen framåt och rollen ska inte förväxlas med stumma huvudroller eller biroller. Däremot kan statister använda såväl scenkläder som mask.
Statister får anvisningar av regiassistenten eller statistansvarig. Det är sällan som statister arbetar direkt med regissören.

## Tillsättning
Statistrollen kräver inte någon formell utbildning eller erfarenhet, men egenskaper som flexibel och tålmodig är ofta önskvärt. Inspelningar kan pågå under lång tid och olika tider på dygnet samt medföra mycket väntetid.
Ofta söks statister av rollsättaren eller via statistpooler på webben.
En statist får statistarvode (gage) för sin medverkan. Arvodet varierar väldigt mycket mellan olika slags produktioner och produktionsbolag.

## Avancerad statist
Ofta används titeln avancerad statist när rollbesättare söker efter statister med en eller flera repliker för att komma runt de kollektivavtal som Fackförbundet Scen & Film (tidigare Teaterförbundet) har gjort med film-, reklam- och tv-bolagen. Arbete med att ta bort benämningen pågår av Fackförbundet Scen & Film (tidigare Teaterförbundet) och intresseorganisationerna Artisternas riksdag och Statistföreningen. Den drivande kraften från Teaterförbundet är Anita Molander.